# Yalitza Aparicio Martínez
Yalitza Aparicio Martínez ( pronunciació (?·pàg.)) ɟaˈlitsa apaˈɾisjo ma.ɾˈtines) (Tlaxiaco, Oaxaca, Mèxic, 11 de desembre de 1993) és una actriu i mestra d'escola mexicana, que debutà com a Cleo a la de pel·lícula de 2018 d'Alfonso Cuarón Roma, la qual guanyà una nominació a Millor actriu als Premis Òscar de 2019. La revista Time la va classificar com «la millor actuació de 2018», i en aquesta publicació figuren artistes de la talla de Lady Gaga, Melissa McCarthy i Rami Malek, considerades les deu millors actuacions d'aquell any.

## Biografia
Aparicio va néixer l'11 de desembre de 1993 a la ciutat mexicana de Tlaxiaco, Oaxaca, en el context d'una família de pare mixteca i mare triqui. D'ascendència mixteca, no parlava la llengua nativa, i la va aprendre per la pel·lícula Roma. Aparicio va créixer gràcies al suport de la seva mare separada, que treballava com a minyona.
Aparicio no tenia experiència en interpretació, ja que la seva professió era mestra d'escola, per la qual cosa havia cursat un grau en educació preescolar i n'estava cursant un d'educació primària en el moment del rodatge de Roma. El desembre del 2018 es va convertir en la portada de l'edició de gener 2019 de la revista Vogue a Mèxic, on va relatar la seva vida abans de la interpretació. Va ser nominada pel diari The New York Times com una de les millors actrius de 2018.
Va ser la primera dona indígena a rebre una nominació a la millor actriu als Premis Oscar i la segona dona mexicana, després de Salma Hayek a la pel·lícula de 2002 Frida. També guanyà nominacions en la mateixa categoria de l'Associació de Crítics de Cinema de Chicago, als Premis Critic's Choice, als Premis Hollywood Film, als Premis Gotham, al Cercle de Crítics de Cinema de San Francisco, als Premis Satellite, i al Cercle de Dones Crítiques de Cinema, així com reconeixement de la revista Time i el diari The New York Times.

## Filmografia
| Any  | Títol | Personatge                   | Direcció       | Anotacions                |
| ---- | ----- | ---------------------------- | -------------- | ------------------------- |
| 2018 | Roma  | Cleodegaria «Cleo» Gutiérrez | Alfonso Cuarón | Nominada als Premis Oscar |

## Premis i nominacions
| Any  | Premi                                      | Categoria                           | Obra | Resultat   | Ref.   |
| ---- | ------------------------------------------ | ----------------------------------- | ---- | ---------- | ------ |
| 2018 | Associació de Crítics de Cinema de Chicago | Millor actriu                       | Roma | Nominada   | [ 26 ] |
| 2018 | Associació de Crítics de Cinema de Chicago | Millor actuació prometedora         | Roma | Nominada   | [ 26 ] |
| 2018 | Premis Gotham                              | Actriu revelació                    | Roma | Nominada   | [ 27 ] |
| 2018 | Premis Hollywood Film                      | Nova actriu                         | Roma | Guanyadora |        |
| 2019 | Premis Oscar                               | Millor actriu                       | Roma | Nominada   | [ 28 ] |
| 2019 | Aliança de Dones Periodistes de Cinema     | Millor actriu                       | Roma | Nominada   | [ 29 ] |
| 2019 | Aliança de Dones Periodistes de Cinema     | Millor actuació revelació           | Roma | Nominada   | [ 29 ] |
| 2019 | Associació de Crítics de Cinema d'Austin   | Millor artista revelació            | Roma | Nominada   | [ 30 ] |
| 2019 | Premis Critic's Choice                     | Millor actriu                       | Roma | Nominada   | [ 31 ] |
| 2019 | Associació de Crítics de Cinema de Geòrgia | Millor actriu                       | Roma | Nominada   | [ 32 ] |
| 2019 | Associació de Crítics de Cinema de Geòrgia | Revelació                           | Roma | Nominada   | [ 32 ] |
| 2019 | Premis Satellite                           | Millor actriu - Pel·lícula de drama | Roma | Nominada   | [ 33 ] |